# The Yuppie Fantasia
Série
Brief Encounter in Shinjuku
(1990)
Pour plus de détails, voir Fiche technique et Distribution.
The Yuppie Fantasia (小男人周記, Xiao nan ren zhou ji, litt. « Journal d'un petit homme ») est une comédie romantique hongkongaise réalisée par Gordon Chan et sortie en 1989 à Hong Kong. C'est l'adaptation de la série radiophonique The Yuppie Fantasia de Lawrence Cheng, diffusée en 1986 sur RTHK.
Elle totalise 16 053 507 $HK au box-office. Premier volet de la trilogie The Yuppie Fantasia, sa suite, Brief Encounter in Shinjuku, sort l'année suivante.

## Synopsis
Leung Foon (Lawrence Cheng), 32 ans, est marié depuis sept ans mais sa vie conjugale avec sa femme Ann (Carol Cheng) semblent n'avoir jamais été jalonnée que de conflits interminables. Du fait d'être entretenu par sa femme plus riche que lui, son estime de soi décline progressivement jour après jour. Décidant de vivre une vraie vie d'homme, il la quitte et demande le divorce.
Foon, qui vient de commencer une vie de semi-liberté, se rapproche d'une collègue, Cora (Sheren Tang (en)), devant Ann à la suite d'un malentendu. Peu de temps après, il a un nouveau patron difficile en la personne de Mme Lam (Cherie Chung), pour laquelle il cultive secrètement des sentiments. C'est à ce moment-là que Jenny (Elizabeth Lee), l'ex-petite amie de Foon, fait son retour. Foon l'accueille avec gentillesse sans lui dire que sa carrière a atteint le fond après que sa séparation d'avec sa femme.

## Fiche technique
- Titre original : 小男人周記
- Titre international : The Yuppie Fantasia
- Réalisation : Gordon Chan
- Scénario : Nip Wang-fung, Lawrence Lau, Wong Man-yue et Gordon Chan (d'après une histoire de Lawrence Cheng, Chan Hing-ka et Kim Yip)
- Photographie : Derek Wan
- Montage : Chan Kei-hop
- Musique : Lowell Lo et John Laudon
- Production : Lawrence Cheng et Chua Lam
- Société de production : Maxi Harvest Film's Production et Paragon Films
- Société de distribution : Golden Harvest
- Pays d'origine :  Hong Kong
- Langue originale : cantonais
- Format : couleur
- Genre : comédie romantique
- Durée : 93 minutes
- Dates de sortie :
  - Hong Kong : 20 mai 1989
  - Taïwan : 9 septembre 1989

## Distribution
- Lawrence Cheng : Leung Foon
- Carol Cheng : Ann Hui, la femme de Foon
- Cherie Chung : Mme Lam, la supérieure de Foon
- Sibelle Hu : Kwai, la femme de Pierre
- Elizabeth Lee : Jenny, le premier amour de Foon
- Leila Chow : Fung, la femme de Q Tai-long
- Sheren Tang (en) : Cora, la maîtresse de Pierre
- Peter Lau : Pierre, l'ami de Foon
- Manfred Wong : Q Tai-long, l'ami de Foon
- Fei Fook
- Alfred Cheung : Mr Lam, l'ex-mari de Mme Lam
- Yip Hon-leung : Ronald, le supérieur d'Ann
- Tung Nam
- Lawrence Lau : Johnson, l'assistant d'Ann
- Chan Sau-hin
- Kirk Wong : le juriste Wong Yu-nam
- Michael Lai : le chef des assurances
- Paul Chun : Mr Chan, le petit-ami d'Ann
- Vivian Chow (en) : Fei-fei, une admiratrice de Foon
- Wong Man-piu : un agent immobilier